# Edikula s reliéfem Salva Guardia
Kaplička s reliéfem Salva Guardia se nachází ve městě Aš v Karlovarském kraji v Mikulášské ulici. Reliéf symbolizující osvobození města od povinnosti ubytovávat vojska je umístěn v pseudobarokní nice rámované edikulou na nároží zahrady zámečku - městského muzea.

## Historie
Reliéf byl vytvořen v roce 1724 neznámým autorem. V témže roce získal Anton Josef Zedtwitz právo umístit reliéf na bránu zámku Zedtwitzů jako symbol práva osvobozujícího jej od ubytování vojsk. Po požáru zámku nechal nový majitel reliéf sejmout, v roce 1836 byl přenesen na bránu starého katolického kostela. Se stavbou nového kostela byl ale znovu odstraněn a na současné místo přenesen v roce 1892. 

## Popis reliéfu

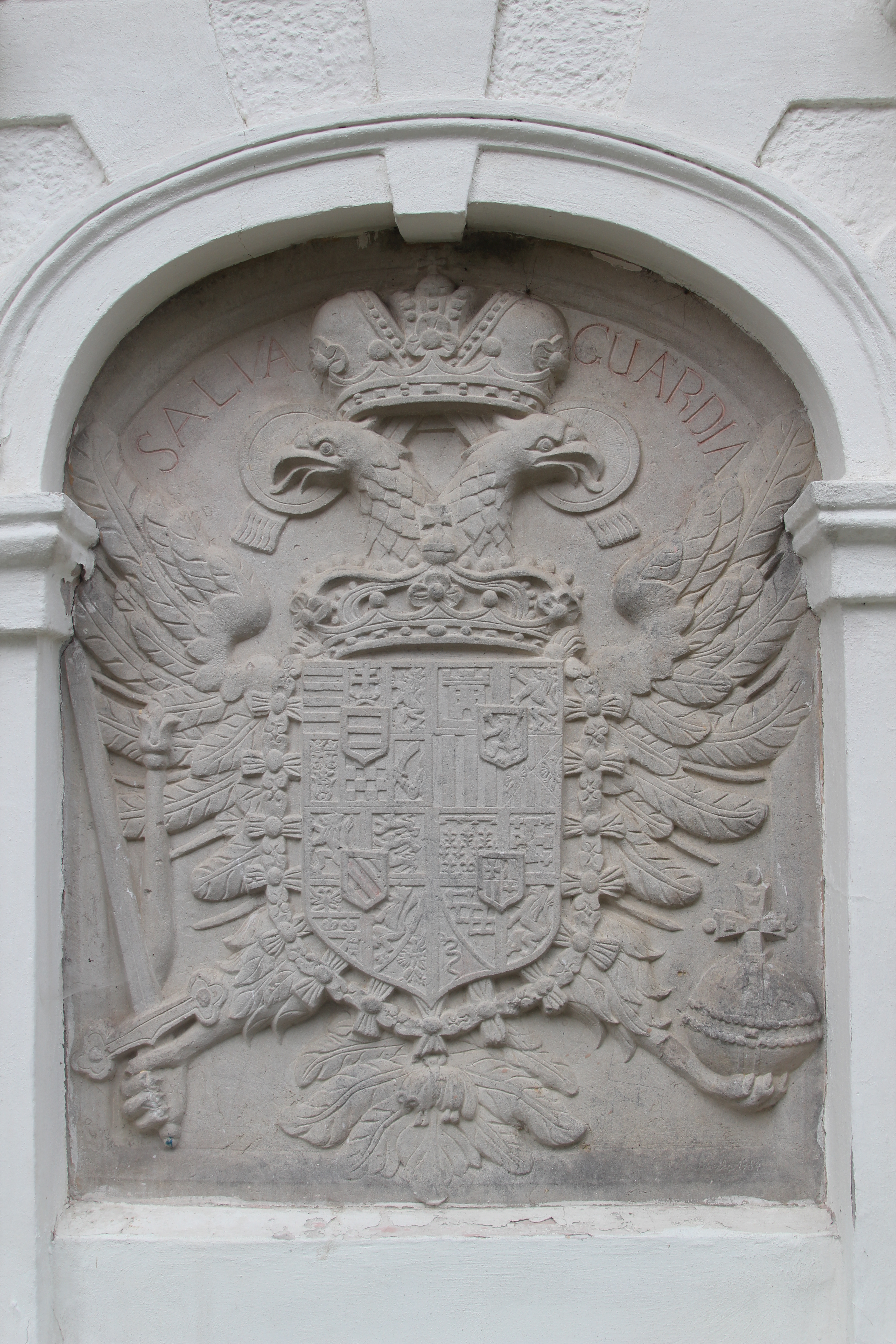

Jedná se o barokní reliéf zobrazující korunovaného dvouhlavého říšského orla. Na hrudi nese říšský štít, v pařátech pak drží říšské žezlo a jablko. Samotná deska je pískovec obdélného tvaru nahoře zakončený segmentovým obloukem. Orel má pak nad hlavou vytesán nápis Salva Guardia (tedy vojenská ochrana). 
Reliéf je kulturní památkou.  